# Haloptilus pseudooxycephalus
Haloptilus pseudooxycephalus is een eenoogkreeftjessoort uit de familie van de Augaptilidae. De wetenschappelijke naam van de soort is voor het eerst geldig gepubliceerd in 1950 door Brodsky.